# Джангалиев, Аймак Джангалиевич
Аймак Джангалиевич Джангалиев (15.08.1913-21.06.2009) — известный биолог, учёный, педагог, доктор биологических наук, профессор, общественный деятель, Академик Академии наук Казахстана, первый директор Казахского научно-исследовательского института плодоводства и виноградарства, Почётный профессор Корнеллского Университета, «Заслуженный деятель науки Казахстана».

## Биография
Родился 15 августа 1913 года в ауле Ащисай Джамбейтинского района Западно-Казахстанской области. 1930 году окончил казахскую краевую опытно- показательную школу-интернат в Алма-Ате. В 1935 году окончил факультет плодоовощеводства Казахского сельскохозяйственного института по специальности агроном. В 1941 году защитил кандидатскую диссертацию на тему «Агробиологическая характеристика и использование дикорастущего винограда при чимкентского Каратау». С 1941 по 1945 гг. воевал на фронтах Великой Отечественной войны. Закончил экстерном Горьковское зенитно- артиллерийское училище, стал командиром взвода, затем — батареи, участвовал в противовоздушной обороне Москвы. Был переброшен с Западного фронта на Дальневосточный, откуда демобилизовался осенью 1945 года. 1969 году защитил докторскую диссертацию в Ботаническом институте им. В. И. Комарова на тему «Яблоневые леса Заилийского и Джунгарского Алатау и биологические основы их использования». 21 июня 2009 года Аймак Джангалиевич скончался.
Места работы и занимаемые должности:
- 1935—1938 — Агроном Турбатской МТС Каратаского района Южно-Казахстанской области
- 1938—1941 — Аспирант Московской сельскохозяйственной академии им. К. А. Тимирязева по кафедре селекции и семеноводства плодово-виноградных культур
- 1946—1948 — Заведующий плодовым отделом Казахского института земледелия им. В. Р. Вильямса
- 1948—1953 — Директор Казахского института земледелия им. В. Р. Вильямса
- 1953—1959 — Директор Гурьевской государственной сельскохозяйственной опытной станции, посёлок Сарайчик
- 1959—1970 — Директор Казахского института плодоводства и виноградарства Министерства сельского хозяйства КазССР
- 1962—1970 — Ученый секретарь Отделения биологических наук Академии наук Казахстана, член президиума
- 1970—1980 — Заведующий отделом плодовых и лесных растений Главной ботаники Академии наук Казахстана
- 1980—2006 — Заведующий лабораторией НИИ ботаники и фитоинтродукции
- 2006—2009 — Главный научный сотрудник лаборатории охраны генофонда и интродукции плодовых растений Института ботаники и фитоинтродукции ДГП «Центр биологических исследований» МОН РК

## Научная деятельность
Автор более 200 научных статей и 8 монографий («Садоводство Казахстана» (1963), «Основы породно-сортового районирования плодово-ягодных культур и винограда в Казахской ССР» (1967), «Сорта винограда Казахстана» (1967), «Сорта плодово-ягодных культур Казахстана» (1968), «Дикая яблоня Казахстана» (1977), «Дикие плодовые растения Казахстана» (2001), «The wild apple tree of Kazakhstan» (NewYork, 2003), «The wild fruit and nut plants of Kazakhstan» (2003). Он подготовил 19 аспирантов с защитой кандидатских диссертаций, консультировал научные работы двух докторов наук.
Основные научные труды — биология плодовых деревьев Казахстана. предназначен для сохранения генофонда разнообразия и его эффективного использования. Жангалиев изучал селекцию и генетику плодовых деревьев, систематизировал садоводство и совершенствовал методы выращивания фруктовых и виноградных деревьев. А. Д. Джангалиев получил 27 сортов-клонов яблони и 16 сортов-клонов абрикоса. Они защищены авторскими свидетельства- ми и патентами РК, включены в Государственный реестр сортов страны.
1. Патент № 4 на сорт-клон абрикоса обыкновенного «Солдатский ранний» // Интеллектуальная собственность Казахстана. — 2006. — 14 июля. (Соавт. Т. Н. Салова).
2. Патент № 5 на сорт-клон абрикоса обыкновенного «Ранняя из Бугул-Булака» // Интеллектуальная собственность Казахстана. — 2006. — 14 июля. (Соавт. Т. Н. Салова).
3. Патент № 6 на сорт-клон абрикоса обыкновенного «Катюша» // Интеллектуальная собственность Казахстана. — 2006. — 14 июля. (Соавт. Т. Н. Салова).
4. Патент № 7 на сорт-клон абрикоса обыкновенного «Малоалматинский круглый» // Интеллектуальная собственность Казахстана. — 2006. — 14 июля. (Соавт. Т. Н. Салова).
5. Патент № 8 на сорт-клон абрикоса обыкновенного «Рекорд Бель-Булака» // Интеллектуальная собственность Казахстана. — 2006. — 14 июля. (Соавт. Т. Н. Салова).
6. Патент № 9 на сорт-клон абрикоса обыкновенного «Иссыкский устойчивый» // Интеллектуальная собственность Казахстана. — 2006. — 14 июля. (Соавт. Т. Н. Салова).
7. Патент № 10 на сорт-клон абрикоса обыкновенного «Гигант Котур-Булака» // Интеллектуальная собственность Казахстана. — 2006. — 14 июля. (Соавт. Т. Н. Салова).
8. Патент № 11 на сорт-клон абрикоса обыкновенного «Микушинская репка» // Интеллектуальная собственность Казахстана. — 2006. — 14 июля. (Соавт. Т. Н. Салова).
9. Патент № 12 на сорт-клон абрикоса обыкновенного «Заилийский витаминный» // Интеллектуальная собственность Казахстана. — 2006. — 14 июля. (Соавт. Т. Н. Салова).
10.	Патент № 13 на сорт-клон абрикоса обыкновенного «Красавица Кок Бас-Тау» // Интеллектуальная собственность Казахстана. — 2006. — 14 июля. (Соавт. Т. Н. Салова).
11.	Патент № 14 на сорт-клон абрикоса обыкновенного «Котурбулакский нежный» // Интеллектуальная собственность Казахстана. — 2006. — 14 июля. (Соавт. Т. Н. Салова).
12.	Патент № 15 на сорт-клон абрикоса обыкновенного «Крупноплодный ребристый» // Интеллектуальная собственность Казахстана. — 2006. — 14 июля. (Соавт. Т. Н. Салова).
13.	Патент № 16 на сорт-клон абрикоса обыкновенного «Оранжевый шарик» // Интеллектуальная собственность Казахстана. — 2006. — 14 июля. (Соавт. Т. Н. Салова).
14.	Патент № 17 на сорт-клон абрикоса обыкновенного «Краса Джунгарии» // Интеллектуальная собственность Казахстана. — 2006.- 14 июля. (Соавт. Т. Н. Салова).
15.	Патент № 18 на сорт-клон абрикоса обыкновенного «Краса Джунгарии» // Интеллектуальная собственность Казахстана. — 2006.- 14 июля. (Соавт. Т. Н. Салова).
16.	Патент № 19 на сорт-клон абрикоса обыкновенного «Абрикосовое яблочко» // Интеллектуальная собственность Казахстана. — 2006. — 14 июля. (Соавт. Т. Н. Салова).
17.	Патент № 20 на сорт-клон яблони Недзвецкого «Джунгарская крупносеменная» // Интеллектуальная собственность Казахстана. — 2006. −14 июля.
18.	Патент № 21 на сорт-клон яблони киргизской «Джунгарская крупноплодная» // Интеллектуальная собственность Казахстана. −2006. — 14 июля.
19.	Патент № 22 на сорт-клон яблони Сиверса «Джунгарская шатровидная» // Интеллектуальная собственность Казахстана. — 2006. — 14 июля.
20.	Патент № 23 на сорт-клон яблони Сиверса «Аскар» // Интеллектуальная собственность Казахстана. — 2006. — 14 июля.
21.	Патент № 24 на сорт-клон яблони Недзвецкого «Ася» // Интеллектуальная собственность Казахстана. — 2006. — 14 июля.
22.	Патент № 25 на сорт-клон яблони киргизской «Джунгарская осеннеплодная» // Интеллектуальная собственность Казахстана. — 2006. — 14 июля.
23.	Патент № 26 на сорт-клон яблони Сиверса «Кетменская» // Интеллектуальная собственность Казахстана. — 2006. — 14 июля. (Соавт. Р. М. Туреханова).
24.	Патент № 27 на сорт-клон яблони Сиверса «Урджарская ароматная» // Интеллектуальная собственность Казахстана. — 2006. −14 июля. (Соавт. Р. М. Туреханова).
25.	Патент № 28 на сорт-клон яблони Сиверса «Урджарская красавица» // Интеллектуальная собственность Казахстана. — 2006. — 14 июля. (Соавт. Р. М. Туреханова).
26.	Патент № 29 на сорт-клон яблони Сиверса «Подвой из Тарбагатая» // Интеллектуальная собственность Казахстана. — 2006. −14 июля. (Соавт. Р. М. Туреханова).
27.	Патент № 30 на сорт-клон яблони Сиверса «Краса Тарбагатая» // Интеллектуальная собственность Казахстана. — 2006. −14 июля. (Соавт. Р. М. Туреханова).
28.	Патент № 31 на сорт-клон яблони Сиверса «Тарбагатайский карлик» // Интеллектуальная собственность Казахстана. — 2006. — 14 июля. (Соавт. Р. М. Туреханова).
29.	Патент № 32 на сорт-клон яблони Сиверса «Тарбатайская» // Интеллектуальная собственность Казахстана. — 2006. — 14 июля. (Соавт. Р. М. Туреханова).
30.	Патент № 33 на сорт-клон яблони Недзвецкого «Джунгарская пурпуровая» // Интеллектуальная собственность Казахстана. — 2006. — 14 июля. (Соавт. Р. М. Туреханова).
31.	Патент № 34 на сорт-клон яблони Сиверса «Заилийская летняя» // Интеллектуальная собственность Казахстана. — 2006. — 14 июля. (Соавт.: Т. Н. Салова, Р. М. Туреханова).
32.	Патент № 35 на сорт-клон яблони Сиверса «Заилийское зеленоплодное» // Интеллектуальная собственность Казахстана. −2006. — 14 июля. (Соавт.: Т. Н. Салова, Р. М. Туреханова).
33.	Патент № 36 на сорт-клон яблони Сиверса «Заилийское среднеплодное» // Интеллектуальная собственность Казахстана. −2006. — 14 июля. (Соавт.: Т. Н. Салова, Р. М. Туреханова).
34.	Патент № 37 на сорт-клон яблони Сиверса"Заилийское раннецветущее" // Интеллектуальная собственность Казахстана. −2006. — 14 июля. (Соавт.: Т. Н. Салова, Р. М. Туреханова).
35.	Патент № 38 на сорт-клон яблони Сиверса «Заилийская» // Интеллектуальная собственность Казахстана. — 2006. — 14 июля. (Соавт.: Т. Н. Салова, Р. М. Туреханова).
36.	Патент № 39 на сорт-клон яблони Сиверса"Пихтовая краснощекая" // Интеллектуальная собственность Казахстана. — 2006. — 14 июля. (Соавт.: Т. Н. Салова, Р. М. Туреханова).
37.	Патент № 40 на сорт-клон яблони Недзвецкого «Джунгарская подвойная» // Интеллектуальная собственность Казахстана. — 2006. — 14 июля. (Соавт.: Т. Н. Салова, Р. М. Туреханова).
38.	Патент № 41 на сорт-клон яблони Сиверса «Джунгарская жёлтая» // Интеллектуальная собственность Казахстана. — 2006. — 14 июля. (Соавт.: Т. Н. Салова, Р. М. Туреханова).
39.	Патент № 42 на сорт-клон яблони Сиверса «Джунгарский сидровый» // Интеллектуальная собственность Казахстана. — 2006. — 14 июля. (Соавт.: Т. Н. Салова, Р. М. Туреханова).
40.	Патент № 43 на сорт-клон яблони Недзвецкого «Джунгарская» // Интеллектуальная собственность Казахстана. — 2006. — 14 июля. (Соавт.: Т. Н. Салова, Р. М. Туреханова).
41.	Патент № 44 «Гибрид Б-41» // Интеллектуальная собственность Казахстана. — 2006. — 14 июля. (Соавт.: Т. Н. Салова, Р. М. Туреханова).
42.	Патент № 45 на сорт-клон яблони Сиверса «Джунгарская красная» // Интеллектуальная собственность Казахстана. — 2006. — 14 июля.
43.	Патент № 46 на сорт-клон яблони Сиверса «Заилийская медовая» // Интеллектуальная собственность Казахстана. — 2006. — 14 июля.

## Награды и звания
1. Доктор биологических наук (1969)
2. Профессор (1990)
3. Академик Академии наук Казахстана (2003)
4. Орден Отечественной войны 2 ст.
5. Орден «Знак Почёта» (1956)
6. Награждён двумя золотыми и тремя серебряными медалями ВДНХ (1956—1960)
7. «Заслуженный деятель науки Казахстана» (1961)
8. Национальная премия «Шапагат» за активную и плодотворную деятельность (2007)